# Татарский 15-й уланский полк
15-й уланский Татарский полк — кавалерийская воинская часть Русской императорской армии, существовавшая с 1891 по 1918 год.
Старшинство: 16.07.1891
Полковой праздник: 5 сентября, день св. Захария и Елизаветы

## История

### Формирование
- 16 июля 1891 — сформирован в г. Плоцке как 47-й драгунский Татарский полк из 6 эскадронов, выделенных по одному из Московского, Псковского, Новороссийского, Новотроицко-Екатеринославского, Каргопольского и Глуховского драгунских полков.
- 6 декабря 1907 — 15-й уланский Татарский полк.

### Боевые походы
Полк участвовал в Первой мировой войне.

## Отличия полка
1. Полковой штандарт простой без надписи. Принадлежал бывшему Татарскому уланскому полку. Пожалован 1.02.1892.
2. 12 серебряных труб с надписью: «Татарскому Уланскому, за отличiе противъ непрiятеля въ сраженiи у Кульма 18-го Августа 1813 г.». Пожалованы бывшему Татарскому уланскому полку 20.08.1813. Переданы 47-му драгунскому Татарскому полку 1.02.1892 г.

## Командиры полка
- 26.07.1891 — 25.04.1896 — полковник П.Н.Колесников
- 17.05.1896 — 05.06.1899 — полковник П.С.Ермолин
- 21.06.1899 — 14.07.1902 — полковник Глоба, Михаил Александрович
- 09.08.1902 — 28.09.1907 — полковник Карташевский, Григорий Иванович (полковник)
- 15.12.1907 — 20.04.1911 — полковник фон Мейер, Александр Константинович
- 20.04.1911 — 06.01.1915 — полковник Принц, Пётр Николаевич
- 06.01.1915 — 20.05.1915 — полковник Шнабель, Пётр Федорович
- 05.06.1915 — 22.10.1915 — полковник Егоров, Александр Иванович
- 22.10.1915 — после 01.08.1916 — полковник Полторацкий, Иван Александрович

## Известные люди, служившие в полку
- Огурцов, Сергей Яковлевич — генерал-майор РККА, воевал в полку в чине младшего унтер-офицера в 1917 году.
- Сергий (Сребрянский) — полковой священник (с 20 марта (1 апреля) 1896 года по 1 (13) сентября 1897 года).